# Барвінок великий
Барвінок великий — квіткова рослина роду барвінок родини барвінкових. Батьківщина — Південна Європа (від Іспанії і південної Франції до західних Балкан, Туреччини і західного Кавказу). Інтродукований до Північної й Південної Америк, Африки, Азії та Європи (зокрема, України).

## Використання
Вирощується як декоративна рослина. Має вічнозелене листя, весняні квіти та ґрунтопокривні або виткі лози. Створено багато сортів з відмінностями в квітах від білого до темно-фіолетового забарвлення, а також різними візерунками та кольорами строкатого листя.
| Гібіскус | Це незавершена стаття про квіткові рослини. Ви можете допомогти проєкту, виправивши або дописавши її. |